# BLUE BLOOD
《BLUE BLOOD》（ブルー・ブラッド）是日本摇滚乐队X（之後改名為X JAPAN）于1989年4月21日发行的第二张专辑。亦是X与日本CBS SONY签约后发售的第一张专辑。
虽然是X首张正式出道的专辑，但在當時日本Oricon排行榜上创下在榜单上停留超過100周的销量记录（累積達80万张以上），仅次于《Jealousy》的成績。2007年2月14日本专辑与第二张专辑《Jealousy》同時限时发行再版，而且在2008年推出"重新製作版"（REMASTERED EDITION）。
2007年，本专辑被日本版滚石杂志的《日本摇滚TOP100》榜单上評為史上第15名。

## 專輯名稱
《Blue blood》在英语中有「贵族、名门出身」等含义。专辑的封面上写着由hide所發想的視覺系象徵标语「psychedelic violence crime of visual shock」。
在〈PROLOGUE〉、〈ENDLESS RAIN〉、〈ROSE OF PAIN〉等3首歌曲中，共有来自管弦乐队的46人参加了录制，并且在《Unfinished》中引入了弦乐四重奏。管弦乐队的录音是在饭仓片镇的音响城市工作室进行的。管弦乐团的指挥是斋藤毅 (音乐家)，演奏由Great荣田弦乐团负责。

## 曲目

### CD
1. PROLOGUE（〜 WORLD ANTHEM）(2:35)
(作词: YOSHIKI / 作曲: F. Marino / 编曲: X)
原曲是加拿大吉他手弗兰克·马里诺（英语：Frank Marino）率领的Mahogany Rush（英语：Mahogany Rush）乐队创作的曲目。
起初YOSHIKI打算使用自己创作的歌曲，但是在着手制作的过程中，这首曲子的旋律始终没有离开YOSHIKI的脑海，最终以重新翻唱的方式收錄本曲。
本曲在X的初創时期(高中时代)也曾演奏过。
2. BLUE BLOOD(5:02)
（作词 / 作曲: YOSHIKI / 编曲:X）
从前曲无缝地連接到这首曲目。
虽然在举行大型演唱会的初期，本曲通常会以开场曲的形式演奏，但自从X改名为 X Japan 后，本曲只演奏过一次就销声匿迹。在1994年东京巨蛋公演中，本曲被包括在曲目单中，但最终却被排除在外。虽然从那时起本曲就没有被演奏过，但是在2008年12月31日的赤坂BLITZ 演出中，本曲开头加入了萨维部分的叙事曲，并进行了演奏。
吉他独奏的前半部分是由 HIDE 和 PATA 两人组成的和音，后半部分的领奏的是 HIDE。
2008年上阿根廷前卫金属乐队 AUVERNIA 在专辑《 Towards Eternity 》中用日语对本曲进行翻唱。
3. WEEK END (6:03)
（作词 / 作曲: YOSHIKI / 编曲:X）
本曲是以摇滚乐意识而创作的作品。歌词以"自杀"为主题。Taiji 在编曲的时候，从 ANTHEM 的"WILD ANTHEM"上得到了启发并进行了编曲。[5]
在第3张专辑《DAHLIA》中收录了相当于续集的歌曲《Rusty Nail》。
后来本曲亦被重新录制，作为乐队的第三张专辑单曲发行。单曲中的吉他独奏部分有些许不同，中间部分的钢琴和管弦乐队部分都进行了调整。
1995年之后，本曲有了大幅度的调整，中曲部分进行了民谣化改编，而且钢琴部分亦上调了半音。这一版本被叫做"X Japan版本"。2016年的工作室版本的录音室声源没有公布。这一版本的吉他SOLO也有所不同。
吉他SOLO的前半部分的演奏者是 HIDE ，中段是 PATA ，后半部份为两人的和音。这个配置在所有版本中都是一样的。
4. EASY FIGHT RAMBLING (4:42)
（作词: TOSHI & 白鳥瞳  / 作曲 / 编曲: X）
这是 X 的第一首摇摆樂曲，原曲由 TAIJI 和 HIDE 创作，YOSHIKI 和 TOSHI 创作了旋律，最后作曲共同署名 x。[6]
与"PHANTOM OF GUILT"一样，歌词中还包含了 TOSHI 自己的情结。
5. X (6:01)
（作词: 白鳥瞳 / 作曲: YOSHIKI / 编曲: x)
本曲原本收录在独立时代发行的第二张单曲《 ORGASM 》中，而本版本亦是《 ORGASM 》B面收录的同名曲的翻唱。本曲作于 x 初期的1985年。顺便一提，在最近的现场演唱会上，吉他独奏、节奏等大不相同，可能是移植了"Stop Bloody Rain"中的最后一段吉他独奏。歌词也略有改动，作词者也由 YOSHIKI 改为白鸟瞳。
后来在索尼的录音带广告中也使用了本曲。
1993年，作为与 CLAMP 合作的一部分，制作了动画版的MV。此MV在新宿 alta vision 上映，且录制成视频作品《X2-双重 X》。
吉他独奏的构成依次为 PATA → HIDE 两名的和音。
在现场表演中，用双手做出X字形的"X跳躍"是常例。在东京巨蛋公演时进行5万人的 X跳躍会使整个文京区都有震感（1997年在《THE LAST LIVE》表演時记录到震度3），因此在文京区有人劝X不要演奏这首歌。[7]但最终 YOSHIKI 还是执意进行演奏。在10年后的X Japan复活演唱会上，东京巨蛋里到处都是"禁止跳跃"的告示，但最终这一要求还是没有被遵守，歌迷们依然做了“X跳躍”。但是，由于东京巨蛋方面于19日在文京区圆顶上贴出的东京巨蛋的使用条件是"不引起X跳躍"，但是X方面并没有煽动观众，而是每个乐迷的主观行为。
在演唱会上，除了大喊「PSYCHEDELIC VIOLENCE CRIME OF VISUAL SHOCK」和X 跳躍之外，吉他独奏之后和第二间奏之间是固定由 Toshl 介绍每一名成员(截至2012年，顺序是 Heath → Pata → Sugizo → Hide → Taiji → Yoshiki → Toshl 的顺序)。此外，在进入最后一段之前还会暂停演奏，Toshl·YOSHIKI 會说:「We are？」或"「You are？」"煽动观众，观众双手比 X 字形并且回应"X!!"。过去，HIDE还会说 " 飞吧，飞吧，飞吧 ..."以煽动观众。[8]
虽然本曲主要在终场之前演出，但1994年东京巨蛋《青い夜》中，本曲突然被作为开场曲目演奏。
在1993年的《MUSIC STATION SUPER LIVE》中，X JAPAN演奏了本曲与《Tears》，最后 YOSHIKI 破坏了鼓具，其中还有一部分鼓直接击中摄影机。
在单曲〈Endless rain〉當中收录了现场版。
在2008年5月举行的〈hide memorial summit〉當中，X Japan、Luna Sea和T.M.Revolution等歌手组成了"无敌乐队"演奏此曲。而当时YOSHIKI 也以吉他手身分参与其中。
6. ENDLESS RAIN (6:34)
（作词 / 作曲：YOSHIKI / 编曲: X）
X 最著名的抒情歌曲。虽然在独立时代也存在抒情曲，但是使用大调(长调)尚為首次。
结尾部分也经常用做開場音效。
本曲是乐队的第二张单曲，亦是电影《 ZIPANG 》的主题曲。
7. 红(6:18)
（作词 / 作曲: YOSHIKI / 编曲:X）
本曲之后作为乐队的第三张单曲单独发售。本专辑收录的版本的intro是从吉他清音开始的。
虽然从独立时代开始就经历了反复的重置。但由HIDE与TAIJI改编后制作出了现在的旋律（当初节奏较慢）。
吉他独奏的先手是 HIDE。
在歌迷投票决定曲目的精选辑《X JAPAN BEST -Fan's Selection-（日语：X_JAPAN_BEST_〜FAN%27S_SELECTION〜）》中，本曲獲得最高投票数。
本曲也经常被用做高中棒球的管乐队加油曲。
8. XCLAMATION (3:57)
（作曲: HIDE & TAIJI / 编曲: X）
本曲由两部分组成。前半部分是在印度孟买收录的民族旋律，但从下半曲开始则是利用 TAIJI 的 Chopper 的独奏。
1987年发行了本曲的MV(后来则是粉丝俱乐部限定销售) ，但是这张专辑中收录的音源是新录音，几乎是新的歌曲。另外，在同年的CBS索尼的试镜中，本曲亦作为开场曲而演奏。
9. ORGASM (2:47)
（作词: 白鳥瞳 / 作曲: YOSHIKI / 编曲: X）
本曲是独立时代发行的第2张单曲《ORGASM》中同名歌曲的翻唱。在这一版中，性描写强烈的歌词，以及吉他独奏等被大幅度更改，作词者也改作白鸟瞳(英文版中也是如此)。
吉他独奏的先手是 PATA。
本曲是这张专辑中节奏最快的歌曲。原曲虽然不到3分钟，但是在演唱会上，除了成员们的煽动之外，吉他独奏之前会演奏"Born to be Wild"和"欢乐颂"，所以实际上全曲的演奏时间超过15分钟。而且在中场，YOSHIKI 会用灭火器(二氧化碳)喷洒观众。最初，这段敲击也只是简单的8节拍，但是到了后期，它就变成了复杂的节奏。
虽然从1995年，所有歌词都变成了英语，但是这一版本并没有以录音棚音源进行发售。X重组以后，本曲又再次被改回日语版本进行演奏。在2009年的东京巨蛋公演以后，本曲就没有再演奏过。
在演出電視節目「天才・たけしの元気が出るテレビ!!」的《やしろ食堂》环节时，X在店内演奏了本曲，并且在CBS索尼的试镜中也將本曲与〈红〉一起演奏。
10. CELEBRATION (4:49)
（作词 / 作曲: HIDE / 编曲: X）
本曲是 HIDE 和 TOSHI 的合作作品，在MV中，HIDE 饰魔法师，TOSHI 饰司机，YOSHIKI 饰灰姑娘，TAIJI 饰与外国人一起骑哈雷摩托車的人，而PATA则饰一个喝醉的路人。[9]
在演唱会上，HIDE 的SOLO环节"HIDEの部屋"和HIDE的个人音乐会等会使用扩音器演唱本曲。而在HIDE死后，本曲被收录在《hide TRIBUTE SPIRITS》中。
下一张专辑《Jealousy》中收录了相当于姊妹作的歌曲〈Joker〉。
11. ROSE OF PAIN (11:49)
（作词 / 作曲: YOSHIKI / 编曲: X）
本曲的灵感来源于YOSHIKI 被标题和封面吸引而购买的渋沢竜彦所著的《世界恶女故事》中所描述的巴托里·伊丽莎白的暴行。[10]
巴赫的《Fugue BWV 578》的乐句亦在本曲中随处可见。
在《白い夜》和 《WORLD TOUR live in TOKYO》中，本曲都是以原声形式表演。
12. UNFINISHED (4:24)
（作词 / 作曲: YOSHIKI / 编曲: X）
在《Vanishing Vision》中收录了本曲的未完成版，於本专辑中重新錄製完整版。他們並以这首歌在《MUSIC STATION》登場表演。

### LP
同时发售的还有一万张限定版的LP。
| Disc 1 A面 | Disc 1 A面              | Disc 1 A面 |
| 曲序       | 曲目                    | 时长       |
| ---------- | ----------------------- | ---------- |
| 1.         | PROLOGUE(~WORLD ANTHEM) | 2:38       |
| 2.         | BLUE BLOOD              | 5:03       |
| 3.         | WEEK END                | 6:02       |
| 4.         | EASY FIGHT RAMBLING     | 4:43       |
| 5.         | X                       | 6:00       |

| Disc 1 B面 | Disc 1 B面   | Disc 1 B面 |
| 曲序       | 曲目         | 时长       |
| ---------- | ------------ | ---------- |
| 6.         | XCLAMATION   | 3:52       |
| 7.         | オルガスム   | 2:42       |
| 8.         | CELEBRATION  | 4:51       |
| 9.         | ENDLESS RAIN | 6:30       |

| Disc 2 A面 | Disc 2 A面   | Disc 2 A面 |
| 曲序       | 曲目         | 时长       |
| ---------- | ------------ | ---------- |
| 10.        | 紅           | 6:09       |
| 11.        | ROSE OF PAIN | 11:47      |
| 12.        | UNFINISHED   | 4:24       |

### 重制版CD
2007年2月14日，曾限时发售包含2张CD版本的《 Blue Blood (SPECIAL EDITION)》(kscl1092 / 3)（限定发售时间为2007年2月14日至2007年5月底)。之后，2008年又再度以"Remastered edition"进行了重新製作。《BLUE BLOOD (REMASTERED EDITION)》(kscl- 1238)在2008年3月19日发售。在Oricon排行榜上，《BLUE BLOOD (SPECIAL EDITION) 》排名第23名，《BLUE BLOOD (REMASTERED EDITION)》排名第165名。
| Special Edition (Disc 2) | Special Edition (Disc 2) | Special Edition (Disc 2) |
| 曲序                     | 曲目                     | 时长                     |
| ------------------------ | ------------------------ | ------------------------ |
| 1.                       | BLUE BLOOD               | 5:03                     |
| 2.                       | WEEK END                 | 6:02                     |
| 3.                       | X                        | 6:00                     |
| 4.                       | ENDLESS RAIN             | 6:30                     |
| 5.                       | 紅                       | 6:09                     |
| 6.                       | CELEBRATION              | 4:51                     |
| 7.                       | ROSE OF PAIN             | 11:47                    |
| 8.                       | UNFINISHED               | 4:24                     |

## 乐谱
在CD发行后，乐谱由DOREMI乐谱出版社发行。除了CD所收录曲全曲的乐谱之外，还收录了成员们的彩色写真和特别采访。ISBN 978-4-8108-3632-5